# Меня (Мазовецьке воєводство)
Меня (пол. Mienia) — село в Польщі, у гміні Цеґлув Мінського повіту Мазовецького воєводства.
Населення — 891 особа (2011).
У 1975-1998 роках село належало до Седлецького воєводства.

## Демографія
Демографічна структура станом на 31 березня 2011 року:
|          | Загалом | Допрацездатний вік | Працездатний вік | Постпрацездатний вік |
| -------- | ------- | ------------------ | ---------------- | -------------------- |
| Чоловіки | 489     | 59                 | 352              | 78                   |
| Жінки    | 402     | 67                 | 192              | 143                  |
| Разом    | 891     | 126                | 544              | 221                  |